# Риббентроп, Рудольф фон
Рудольф фон Риббентроп (нем. Rudolf von Ribbentrop; 11 мая 1921, Висбаден, Гессен — 20 мая 2019, Ратинген) — гауптштурмфюрер войск СС, кавалер Рыцарского креста Железного креста.
Сын Иоахима фон Риббентропа.

## Биография

### Ранние годы
Будучи старшим сыном Имперского министра иностранных дел Иоахима фон Риббентропа получил образование в Вестминстерской школе в Лондоне. Питер Устинов утверждал в своих воспоминаниях об обучении с Рудольфом фон Риббентропом в одном классе. Однако Рудольф фон Риббентроп опроверг это и остальные выдуманные общие воспоминания Устинова.

### Участие во Второй мировой войне
С началом войны поступил добровольцем в штандарт СС «Дойчланд» с назначением в резервный батальон, в составе которого участвовал в Польской кампании. Затем был переведён в 11-ю роту того же штандарта, участвовал во Французской кампании, 30 мая 1940 г. был ранен в правую руку. Затем прошёл подготовку в юнкерском училище в Брауншвейге и 20 апреля 1941 года был произведён в унтерштурмфюреры СС. Назначен командиром взвода 1-й роты разведывательного батальона СС «Норд». С началом войны против СССР сначала был переведён в Финляндию, где фон Риббентроп отличился и был награждён финским Крестом Свободы (01.10.1941 г.) Участвовал в боях на севере СССР, 2 сентября 1941 г. был ранен в левое предплечье.
С февраля 1942 года перешёл в состав новосформированного 1-го танкового полка СС Лейбштандарт «Адольф Гитлер»(Panzerregiment of the Leibstandarte SS (LSSAH), где командовал взводом разведки, затем 3-й и 6-й ротами полка. Отличился в боях за Харьков. Во время отступления из Харькова в феврале 1943 г.  был ранен в правую лопатку и левое плечо. Он также имел незначительные раны лёгкого. Был награждён Железным крестом первого класса (18.03.1943) за личное мужество в этих боях.
13 марта 1943 года назначен командиром 7-й роты 7.Kompanie (II. / SS-PzRgt 1).
Во время Курской битвы командовал танковой ротой. Принимал участие в сражении под Прохоровкой. 15 июля 1943 года награждён Рыцарским крестом Железного креста за боевые заслуги.
1 августа переведён в 12-ю танковую дивизию СС «Гитлерюгенд», где командовал 3-й ротой 1-го батальона 12-го танкового полка СС. 3 июня 1944 года на пути в Ле-Нойбург его машина была атакована истребителем Spitfire, и фон Риббентроп был ранен в четвёртый раз. С 9 июня 1944 он вернулся к командованию своей ротой. Во время оборонительных боёв в Нормандии фон Риббентроп был удостоен немецкого Креста в золоте (25.08.1944) и Нагрудным штурмовым пехотным знаком. После прорыва из Фалезского котла (Falaise Gap) фон Риббентроп был полковым адъютантом 12-го SS-Panzer-полка. Именно в этом качестве он участвовал в боях во время операции «Вахта на Рейне». 20 декабря 1944 года он был ранен в пятый раз — на этот раз в голову. Он был награждён Знаком за ранения в золоте и получил в командование 12-й Танковый полк СС. Он командовал этим соединением до того, как 12-я танковая дивизия СС «Гитлерюгенд» сдалась американцам 8 мая 1945 года.

### После войны
После войны успешно занимался коммерцией во Франкфурте-на-Майне и Висбадене. В 1960 г. женился на баронессе Ильзе-Марии фон Мюнхгаузен.
Осенью 2015 года Рудольф фон Риббентроп посетил Москву, 24 октября в одном из конференц-залов гостиничного комплекса «Измайлово» состоялась презентация его книги «Мой отец Иоахим фон Риббентроп. „Никогда против России!“».

## Награды
- Железный крест 2-го класса (19.6.1940)
- Орден Креста Свободы 4-й степени (1.10.1941)
- Железный крест 1-го класса (18.3.1943)
- Нагрудный штурмовой пехотный знак в бронзе
- Рыцарский крест (15 июля 1943)
- Германский крест в золоте (25 августа 1944)
- Нагрудный знак За ранение в золоте